# Jelcz T120
Jelcz T120 – autobus turystyczny i międzymiastowy, produkowany przez firmę Jelcz w Jelczu-Laskowicach.

## Historia

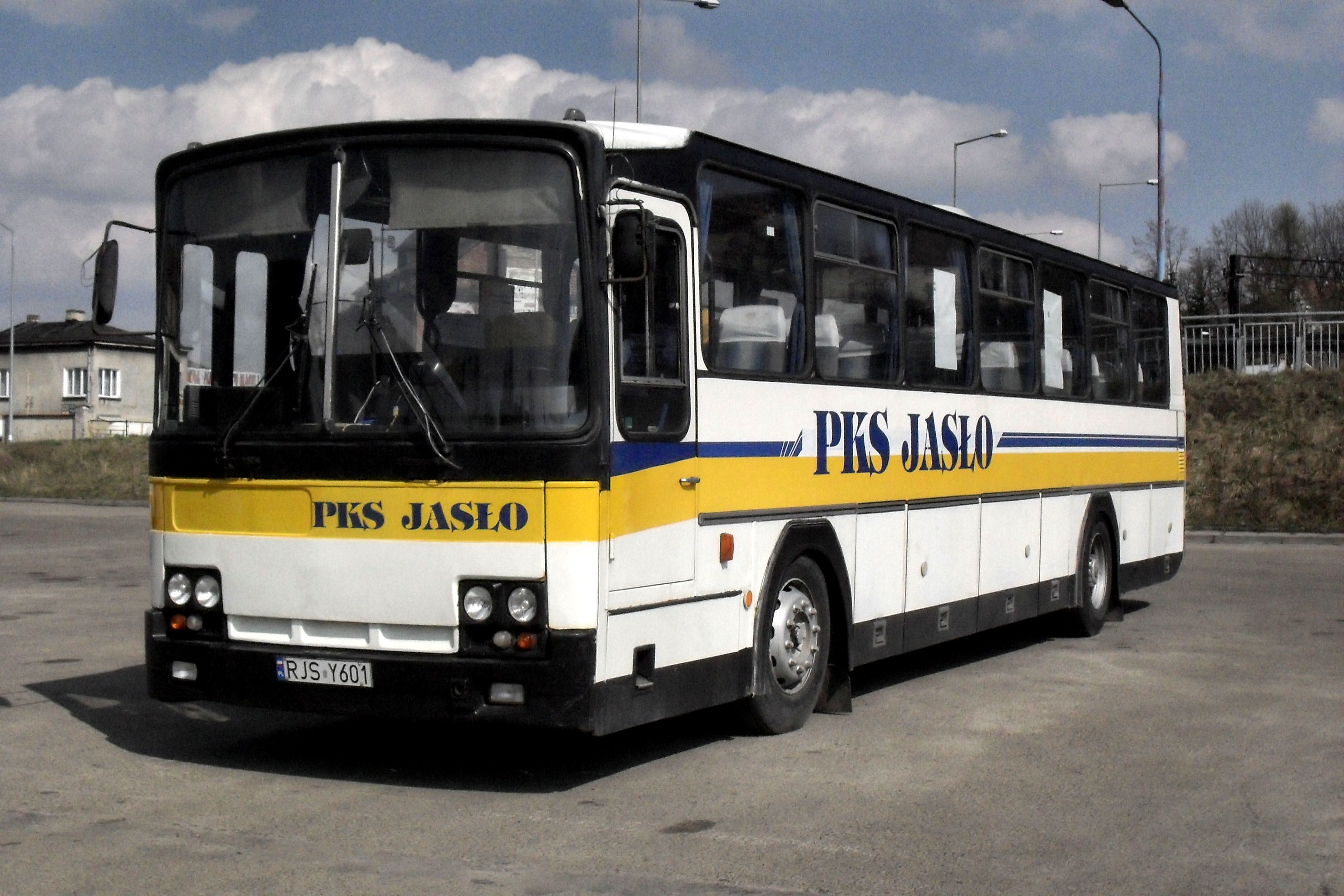
Jelcz T120 z 1992 roku należący do PKS Jasło

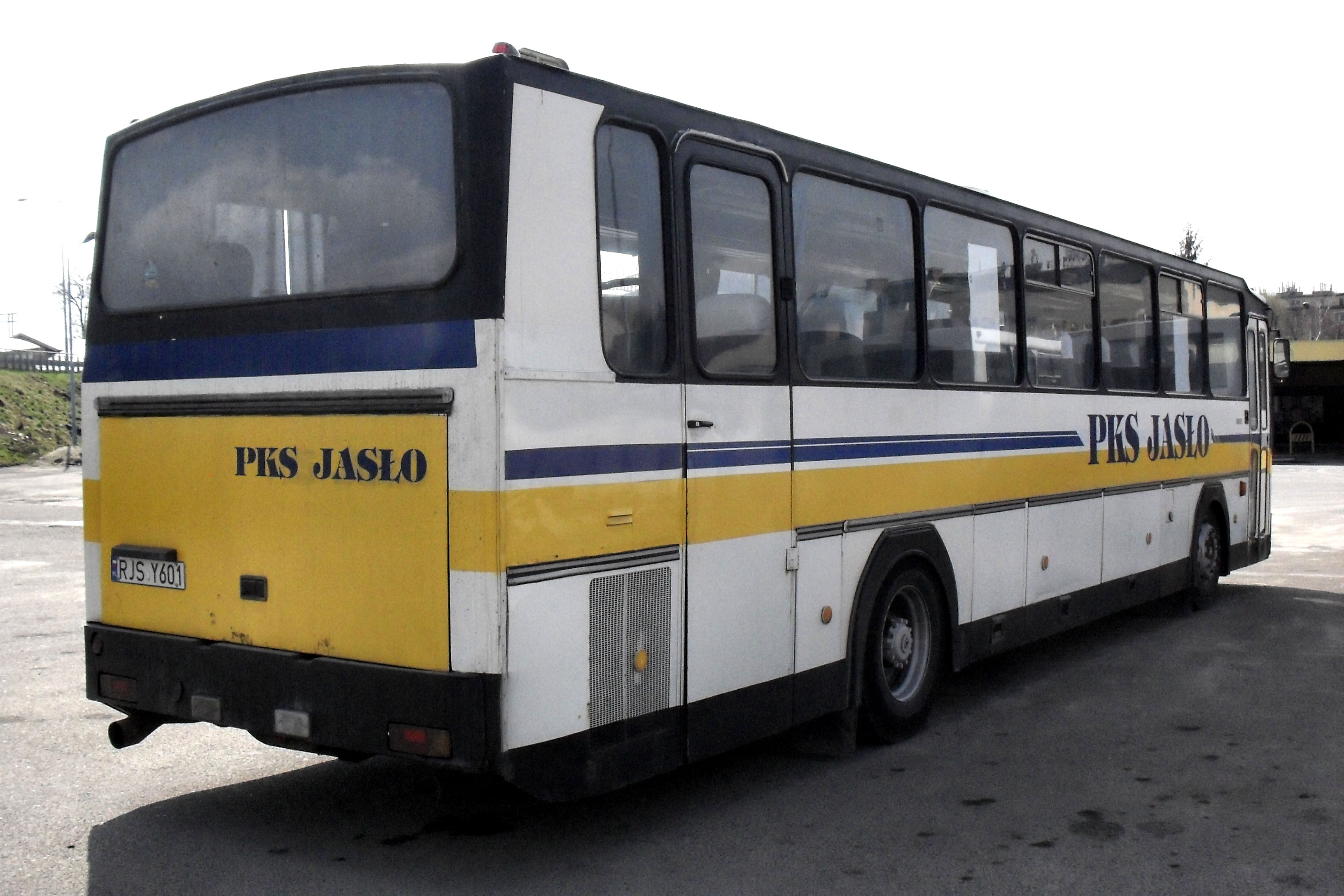
Jelcz T120 z 1992 roku należący do PKS Jasło - widok od tyłu

Najprawdopodobniej właśnie czynnik konkurencji stał się dla jelczańskich konstruktorów bodźcem do przeprowadzenia modernizacji autobusu PR110D. Podczas Międzynarodowych Targów Poznańskich w 1993 r. zaprezentowano prototyp turystycznego autobusu T120, wyposażony w klimatyzator przestrzeni pasażerskiej. W stosunku do PR110D, Jelcz T120 posiadał identyczną konstrukcję oraz wymiary zewnętrzne, natomiast nadwozie poddano jedynie kosmetycznym zmianom. Dotyczyły one przede wszystkim wykończenia wnętrza, które miało zapewnić wyższy poziom komfortu pasażerów. Nowy autobus otrzymał wykładziny włókninowe sufitu i ścian bocznych, dodatkową wykładzinę dywanową w przejściu, inne tkaniny obiciowe siedzeń. Nad wnęką tylnych drzwi zamontowano dodatkowe dwa składane fotele, wygospodarowano również odrębną przestrzeń bagażową dla kierowcy. Poprawiono oświetlenie i nagłośnienie wnętrza. Przewidziano ponadto opcję montażu siedzenia pilota oraz radiomagnetofonu. Skuteczne ogrzewanie wnętrza zapewniało kilka niezależnych nagrzewnic wodnych.
Autobus T120 otrzymał zmodernizowaną jednostkę napędową – doładowany silnik z zapłonem samoczynnym typu SWT11/311 o maksymalnej mocy 260 KM. Silnik ten zabudowany został pionowo za tylną osią i zblokowany był z mechaniczną 6-biegową skrzynią typu S6-90. Zmodernizowany został most napędowy typu MT1032.A, który otrzymał niższe przełożenie (wartość 5,125, dla porównania w Jelczu PR110D wartość ta wynosiła 5,86). Zastosowanie nowego silnika wymusiło dokonanie niewielkich zmian konstrukcyjnych w tylnej części kratownicy pojazdu. Jelcz T120 stał się w porównaniu do PR110D cichszy, głównie za sprawą zmian dokonanych w układzie wylotowym oraz izolacji komory. Maksymalna prędkość pojazdu wynosiła 106 km/h. W zależności od wyposażenia (zakładano odmiany Standard oraz Komfort), autobus pomieścić mógł od 48 do 50 pasażerów, natomiast masy własne wynosiły odpowiednio 10 750 kg (Standard) oraz 10 800 kg (Komfort). Dla obu wersji założono jednakową masę całkowitą – 16 000 kg. 
Wyposażenie Jelcza T120 Standard obejmowało przesuwne górne szyby okien bocznych, dwa elektryczne wentylatory wyciągowe, dwie klapy dachowe oraz fotele pasażerskie pozbawione opcji odchylania. Odmiana turystyczna – T120 Komfort - posiadała dodatkowo kanały nawiewne z wentylatorami elektrycznymi i indywidualnymi nawiewami na każde miejsce pasażerskie oraz uchylne fotele typu lotniczego. Zrezygnowano tu natomiast z przesuwnych szyb w oknach bocznych. Istniała opcja zabudowy toalety oraz klimatyzatora. Konstruktorzy JZS zakładali ponadto w produkcji seryjnej modelu T120 Komfort opcję montażu mocniejszego silnika typu SWT11/309 o maksymalnej mocy 280 KM, jednakże tego zamierzenia nie zrealizowano. 
Drzwi w Jelczu T120, podobnie jak w przypadku PR110D, rozmieszczono w układzie 2-0-1, przy czym pierwsze drzwi były automatyczne, odskokowe, drugie natomiast – otwierane na klamkę. Dodatkowo umieszczono otwierane na klamkę drzwi dla kierowcy na zwisie przednim z lewej strony. Pod podłogą pojazdu znalazły miejsce obszerne bagażniki o pojemności 6 m³. Klapy bagażników wykonane zostały z aluminium, co wywarło istotny wpływ na ochronę przeciwkorozyjną nadwozia. Seryjną produkcję autobusu T120 podjęto w Jelczu dopiero w 1992 roku. Pojazd ten zastąpił w ofercie JZS model D120.